# 411 aC
El 411 aC va ser un any del calendari romà prejulià. Era l'any 343 'Ab urbe condita', o de la fundació de Roma.

## Esdeveniments
- Es representa per primera vegada Lisístrata, d'Aristòfanes a les Lenees.[1]
- Fracàs de Pisandre d'Acarnes en les negociacions que se li havien encarregat amb Alcibíades i el sàtrapa persa Tissafernes.[2]
- Les tesmofòries, comèdia d'Aristòfanes, es va representar per primera vegada probablement durant les Dionísies, festival en honor del déu Dionís que incloïa representacions dramàtiques.[3]
- S'instaura a Atenes el mandat d'Els Quatre-cents, una institució creada després de la revolució oligàrquica d'aquell any, durant la Guerra de Decèlia, darrera fase de la Guerra del Peloponès.[4]
- Abidos de Mísia, aliada d'Atenes, després del desastre de Sicília es va revoltar i es va declarar a favor d'Esparta sotmetent-se al general espartà Dercil·lides.[5]
- A Roma van ser elegits cònsols Gai Nauci Rútil[6] i Marc Papiri Mugil·là.[7]

## Necrològiques
- Èupolis, poeta còmic atenenc. És una data probable, ja que l'enciclopèdia Suïdas diu que va morir a la guerra de l'Hel·lespont, al final de la guerra del Peloponès, que segurament seria la batalla de Cinossema (411 aC), o en la batalla naval de les Arginuses el 406 aC o la d'Egospòtam el 405 aC.[8]
- Frínic, estrateg atenenc, assassinat a l'àgora d'Atenes.[9]